# Kuhberg bei Gröst
Kuhberg bei Gröst este o arie protejată (arie specială de conservare — SAC, sit de importanță comunitară — SCI) din Germania întinsă pe o suprafață de 12 ha, integral pe uscat.

## Localizare
Centrul sitului Kuhberg bei Gröst este situat la coordonatele 51°15′18″N 11°50′04″E / 51.255°N 11.8344°E.

## Înființare
Situl Kuhberg bei Gröst a fost declarat sit de importanță comunitară în martie 2004 pentru a proteja 1 specie de animale. Situl a fost protejat și ca arie specială de conservare în decembrie 2018.

## Biodiversitate
Situată în ecoregiunea continentală, aria protejată conține 2 habitate naturale: Pajiști uscate seminaturale și facies de acoperire cu tufișuri pe substraturi calcaroase (Festuco-Brometalia) (* situri importante pentru orhidee), Pajiști uscate seminaturale și facies de acoperire cu tufișuri pe substraturi calcaroase (Festuco-Brometalia) (* situri importante pentru orhidee).
La baza desemnării sitului se află o specie protejată de  mamifere: liliac comun (Myotis myotis)
Pe lângă speciile protejate, pe teritoriul sitului au mai fost identificate 11 specii de plante, 2 specii de mamifere, 1 specie de reptile.